# Карабаев, Дмитрий Владимирович
Дмитрий Владимирович Карабаев (укр. Дмитро Володимирович Карабаєв; род. 17 августа 1990, Киев) — украинский футболист, полузащитник.

## Биография

### Клубная карьера
В ДЮФЛ выступал за киевские «Арсенал» и «Динамо». 7 сентября 2007 года дебютировал во Второй лиге за «Динамо-3» в матче против ФК «Коростень» (0:1). Летом 2009 года перешёл в столичную «Оболонь». В Премьер-лиге дебютировал 17 октября 2009 года в матче против киевского «Динамо» (2:1). Дмитрий вышел на 85 минуте вместо Олега Мазуренко.

### Карьера в сборной
Выступал за юношескую сборную Украины до 17 лет. Дебютировал 21 августа 2005 года в матче против Белоруссии (1:0). Всего за юношескую сборную сыграл 13 матчей.